# Anden-Sumpfratte
Die Anden-Sumpfratte (Neotomys ebriosus) ist eine in Südamerika lebende Nagetierart aus der Gruppe der Neuweltmäuse.
Anden-Sumpfratten sind relativ große Vertreter der Neuweltmäuse mit einem stämmigen Körperbau. Sie erreichen eine Kopfrumpflänge von 11 bis 18 Zentimetern, wozu noch ein 6 bis 9 Zentimeter langer Schwanz kommt. Das Gewicht beträgt rund 60 bis 70 Gramm. Ihr Fell ist an der Oberseite graubraun gefärbt, der Bauch ist weißlich, über die Brust erstreckt sich ein dunkler Streifen. Die Nase ist auffallend rot gefärbt.
Diese Nagetiere sind vom mittleren Peru über das nördliche Chile und das westliche Bolivien bis ins nördliche Argentinien verbreitet. Ihr Lebensraum sind Grasländer und Steppen, vorwiegend im Altiplano, wo sie in Höhen von 2500 bis 4500 Metern vorkommen. 
Sie sind häufig am Ufer von Flüssen oder am Rand von Sümpfen zu finden und können tag- und nachtaktiv sein. Ihre Unterschlupfe befinden sich normalerweise unter einzelnen Felsen. Anden-Sumpfratten gelten als selten, werden von der IUCN aber nicht als gefährdet gelistet.
Systematisch werden sie als nahe Verwandte der Kaninchenratten (Reithrodon) in der Tribus Reithrodontini geführt.